# Arani (stad)
Arani is de hoofdstad van de provincie Arani in het departement Cochabamba in Bolivia.

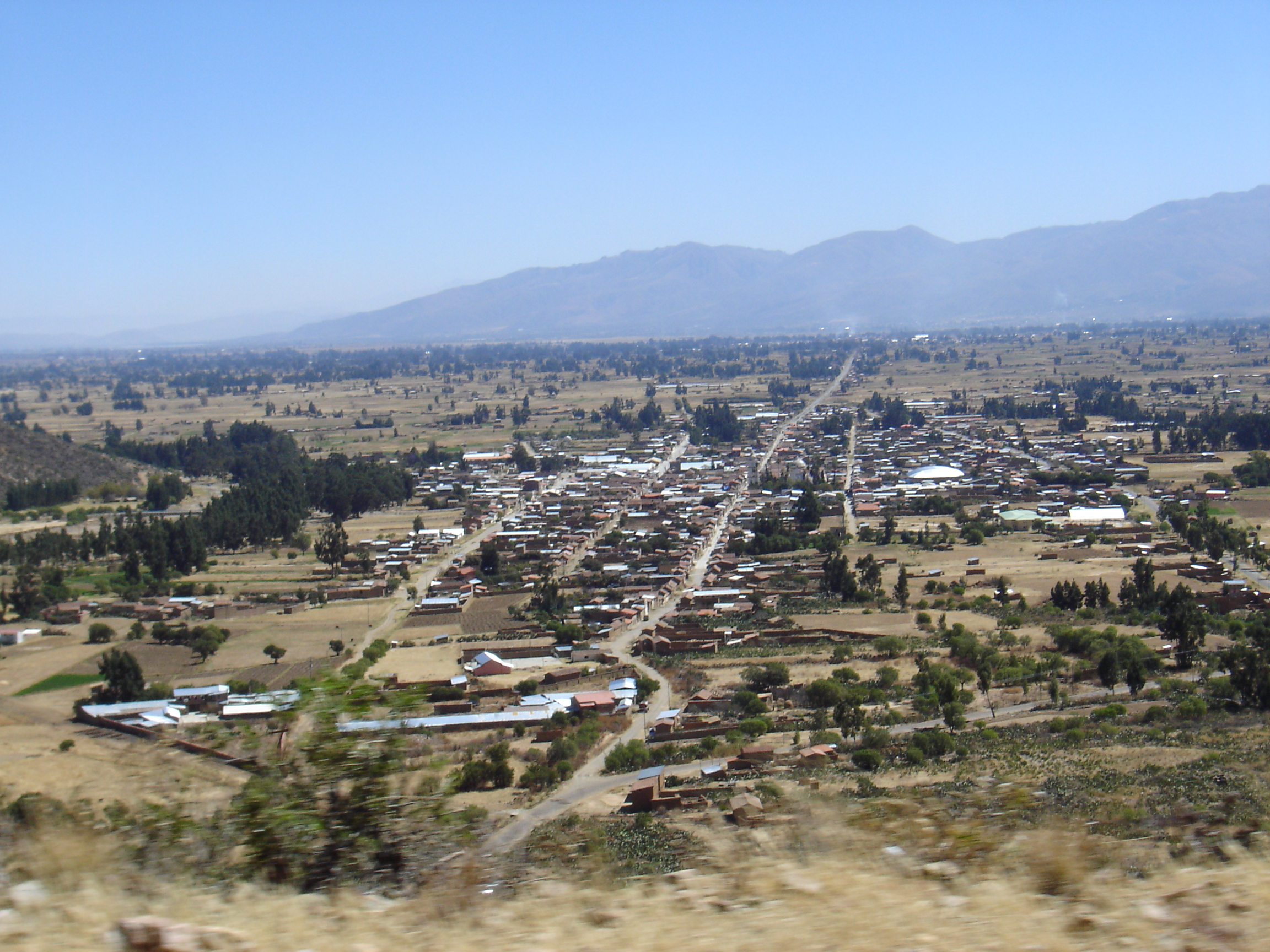
Arani